# Гай Сервілій Аксіла
Гай Сервілій Аксіла (також іноді Гай Сервілій Структ Агала; лат. Caius Servilius Axilla / Gaio Servilio Strutto Axilla; V століття до н. е.) — політик і військовий діяч часів Римської республіки, військовий трибун з консульською владою 419, 418 і 417 років до н. е.

## Біографічні відомості
Походив з роду Сервіліїв. Про молоді роки та батьків відомостей не збереглося.
Протягом 419—417 років до н. е. тричі обіймав посаду військового трибуна з консульською владою.
Під час нападу на Рим у 417 році до н. е. римські війська були розбиті еквами і жителями міста Лабікум. Через це сенат обрав для боротьби з ними диктатора Квінта Сервілія Структа Пріска Фідената, який, в свою чергу, призначив своїм заступником — начальнком кінноти Гая Сервілія, який імовірно був одним з його синів. Вони діяли успішно, розбили супротивника і взяли Лабікум.
Про подальшу долю Гая Сервілія відомостей немає. 

## Родина
- Ймовірний батько — Квінт Сервілій Структ Пріск Фіденат, диктатор 435 і 418 років до н. е.